# Imperia (by)
 For alternative betydninger, se Imperia. (Se også artikler, som begynder med Imperia)
Imperia  er en by beliggende i den nord-italienske region Liguria. Den er hovedstad for provinsen af samme navn. Imperia har 42.060(2023) indbyggere.